# Страхињ
Страхињ (словен. Strahinj) је насељено место у општини Накло, Горењска регија, Словенија.

## Историја
До територијалне реорганизације у Словенији био је у саставу старе општине Крањ.

## Становништво
У попису становништва из 2011. године, Страхињ је имао 765 становника.
| Број становника према пописима | Број становника према пописима | Број становника према пописима |
| ------------------------------ | ------------------------------ | ------------------------------ |
| 1991                           | 2002                           | 2011                           |
| 636                            | 694                            | 765                            |

## Галерија
- улаз у насеље
- распеће
- архитектура
- детаљ
- капелица
- сеоске куће
- гостионица